# 아라짓어
아라짓어는 《눈물을 마시는 새》와 《피를 마시는 새》에 등장하는 가상의 언어이다. 
책 내용을 보면 나가들의 '1차대확장전쟁'전 영웅왕을 중심으로 세운 왕국이있었다.
그 영웅왕은 레콘으로 나가외에 여러 종족이 그를 따랐는데 그 영웅왕을 따르는 전사들을 아라짓전사라한다.
그 아라짓전사는 영웅왕의 검인 바라기를 가진자에게 충성을 맹세한 이들로 충성심과 용맹함이 대단히높았다.
그런 그들의 언어가 아라짓어이다.
이 책이 한국책이니만큼 이 아라짓어또한 15세기쯤 한국의 중세시기의 고어이다.